# Blastopsylla moorei
Blastopsylla moorei är en insektsart som beskrevs av Taylor 1985. Blastopsylla moorei ingår i släktet Blastopsylla och familjen rundbladloppor. Inga underarter finns listade i Catalogue of Life.